# Universidade Anton de Kom

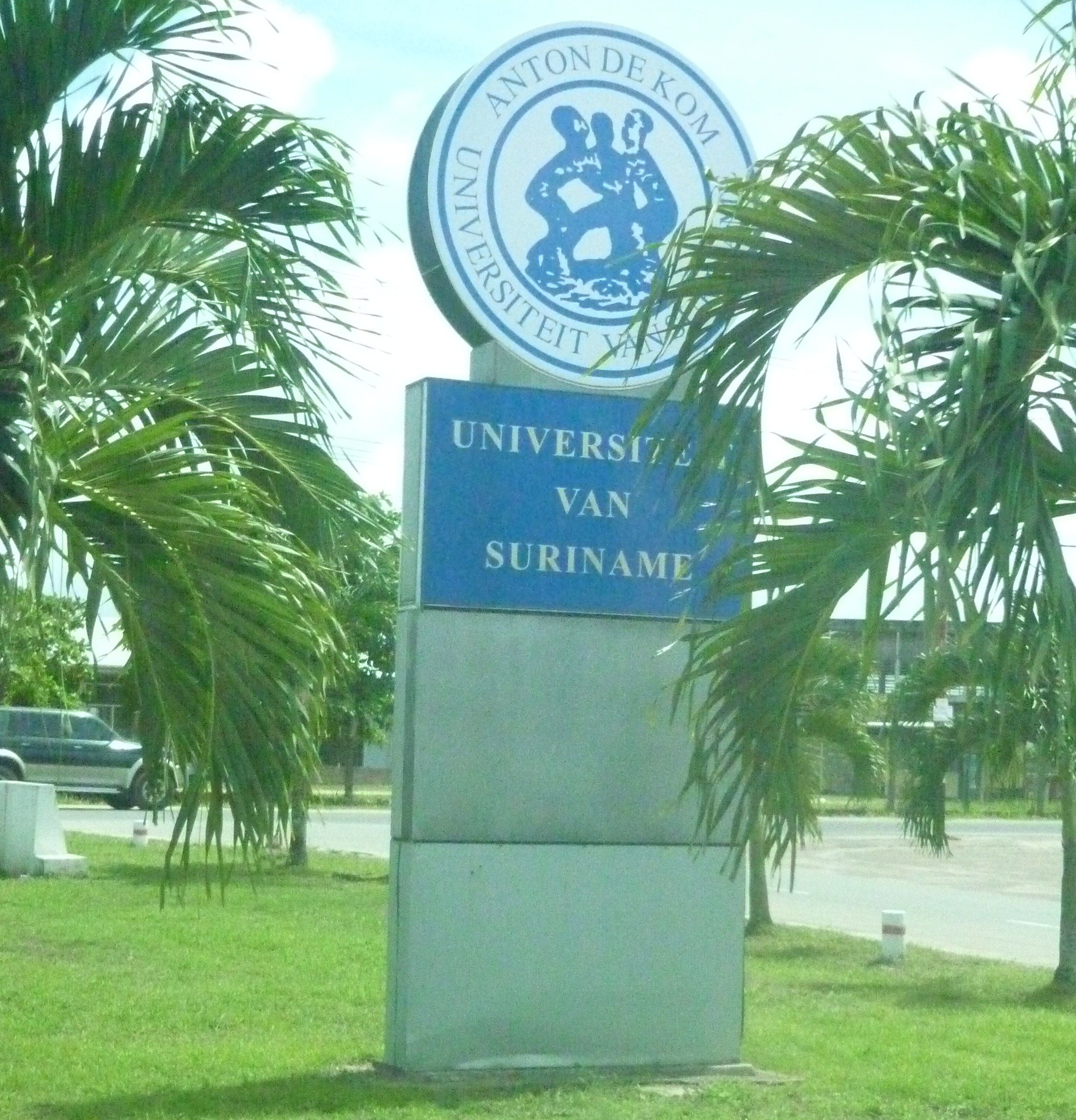
Universidade Anton de Kom

A Universidade Anton de Kom é a única instituição de ensino superior pública do Suriname. Está localizada na capital do país, Paramaribo, e foi nomeada em homenagem a Anton de Kom, um ativista anti-colonização que foi morto pelos nazistas enquanto esteve em exílio nos Países Baixos.
Entre os requerimentos mínimos para estudantes estrangeiros está o domínio do neerlandês.